# کابوس‌ها (کتاب)
کابوس‌ها (انگلیسی: Nightmares!) عنوان کتابی است در قالب ادبیات کودک و ادبیات داستانی جوانان و نوجوانان که توسط کریستن میلر و جیسون سیگل نوشته شده‌است. از تاریخ ۵ نوامبر ۲۰۱۴ این مجموعه در فهرست کتاب‌های پرفروش نیویورک تایمز قرار گرفت. کتاب کابوس‌ها کتابی منفرد نیست و مجموعه‌ای است مشتمل بر ۳ جلد

## ترجمه فارسی
مجموعه کتاب کابوس‌ها توسط مهسا خراسانی ترجمه و توسط نشر هیرمند چاپ گردیده‌است.